# Río Navia
Río Navia este o arie protejată (arie specială de conservare — SAC, sit de importanță comunitară — SCI) din Spania întinsă pe o suprafață de 89,62 ha, integral pe uscat.

## Localizare
Centrul sitului Río Navia este situat la coordonatele 43°28′51″N 6°43′39″W / 43.4809°N 6.7274°V.

## Înființare
Situl Río Navia a fost declarat sit de importanță comunitară în mai 1999 pentru a proteja 8 specii de animale. Situl a fost protejat și ca arie specială de conservare în decembrie 2014.

## Biodiversitate
Situată în ecoregiunile atlantică și marină Atlantică, aria protejată conține 2 habitate naturale: Păduri aluvionare cu Alnus glutinosa și Fraxinus excelsior (Alno-Padion, Alnion incanae, Salicion albae), Pajiști uscate europene.
La baza desemnării sitului se află mai multe specii protejate:
- mamifere (1): vidră de râu (Lutra lutra)
- nevertebrate (3): Coenagrion mercuriale, Euplagia quadripunctaria, Margaritifera margaritifera
- pești (4): Alosa alosa, Chondrostoma polylepis, Petromyzon marinus, somonul (Salmo salar)